# Toera (rivier)
De Toera (Russisch: Тура) of Dolgaja (Долгая; "lange rivier") is een rivier in Rusland die loopt door de oblasten Sverdlovsk en Tjoemen. De rivier is de laatste 753 kilometer bevaarbaar en vormde een van de eerste vervoerswegen voor de Russen in West-Siberië. Het stadje Verchotoerje aan de rivier is een van de oudste Russische plaatsen in Siberië.
De Toera bevriest eind oktober, begin november en ontdooit in april, begin mei. De belangrijkste zijrivieren zijn de Salda, Tagil, Nitsa en Pysjma.
De belangrijkste steden aan de rivier zijn Verchnjaja Toera, Nizjnjaja Toera, Verchotoerje, Toerinsk en Tjoemen, waarvan de laatste de grootste is.
- Gemeinsame Normdatei: 4592612-8